# Singoalla (kex)

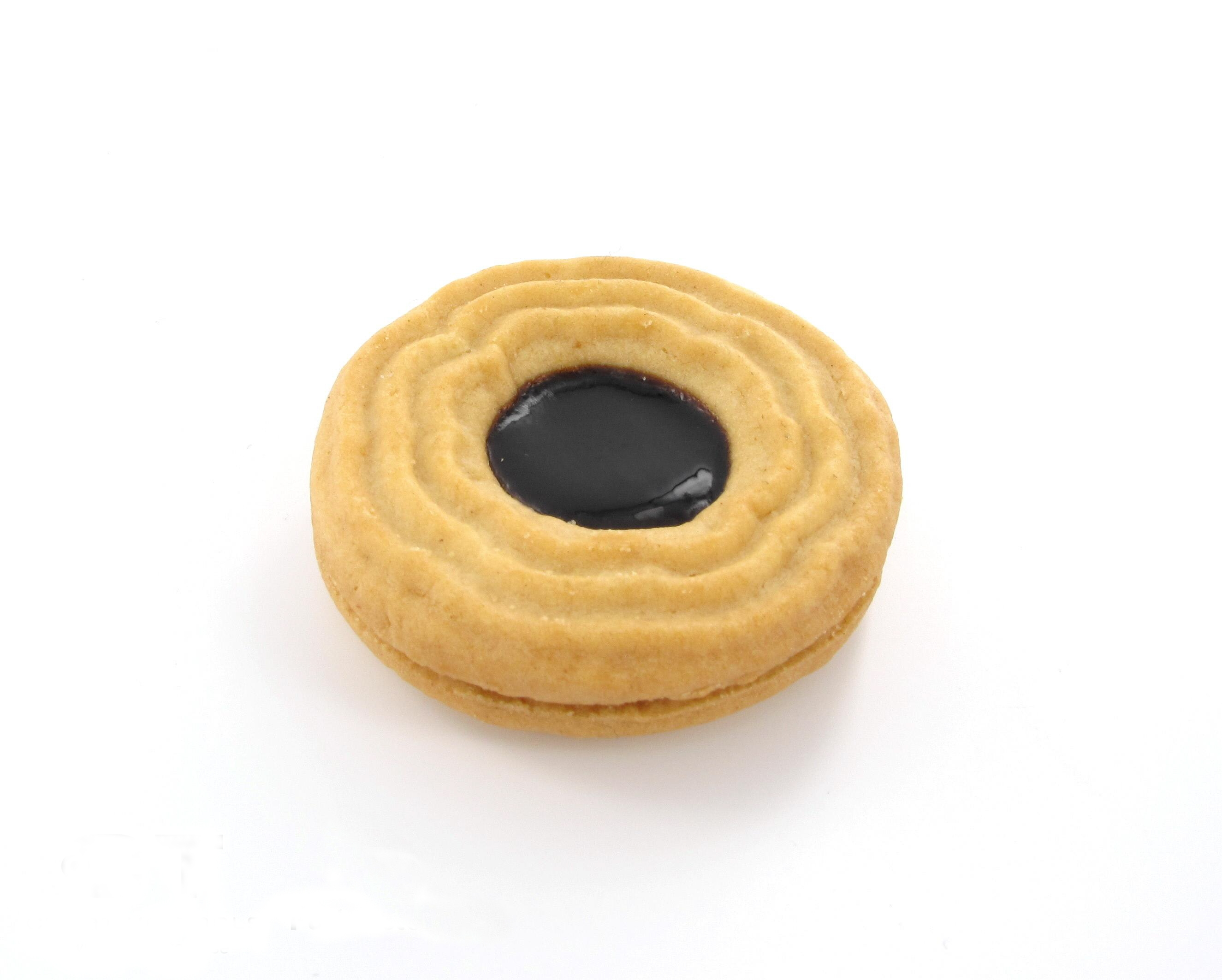
Ett Singoalla-kex med det tidigare utseendet.

Singoalla (Ballerina Hallon m.fl. i Finland) är en kaka, ursprungligen från Göteborgs Kex men som även tillverkas av andra företag inom Orkla Foods-koncernen, däribland Kantolan Keksi. Kakan består av två mördegskex med vaniljkräm och hallonfyllning och lanserades 1964.

## Smaker som finns eller har funnits i kronologisk ordning
- Original
- Citron/lime[2]
- Lakrits[3]
- Blåbär[4]
- Cheesecake/jordgubb[5]
- Päronglass[6]
- Jordgubb/rabarber[7]
- Vinbär[8]
- mango/passion[9]
- Hallon/lakrits[10]
- Björnbär[11]
- Ananas/kokos[12]
- Smultron/fläder[13]

## Valencia
På 1970- och 80-talen fanns en liknande produkt från Göteborgs Kex som kallades "Valencia". Denna innehöll apelsinsylt och vaniljkräm.